# Distretto di Xigu
Il distretto di Xigu (七里河区S, Xīgù QūP) è un distretto della Cina, situato nella provincia del Gansu.